# Svetlana Bojković
Svetlana Bojković est une actrice yougoslave puis serbe née le 14 décembre 1947 à Zemun.

## Biographie
De 1984 à 1993, elle fait partie de la troupe du théâtre national de Belgrade avant de rejoindre l'Atelier 212.
En parallèle de sa carrière au théâtre, Svetlana Bojković a joué dans de nombreux films et séries. En 1978, elle reçoit le prix de la meilleure actrice dans un premier rôle au Festival du film de Pula pour sa participation au film The Dog Who Loved Trains de Goran Paskaljević.

## Filmographie
- 1994 : Vukovar, poste restante (Вуковар, једна прича, Vukovar, jedna priča) de Boro Drašković